# Polypterus palmas
Polypterus palmas е вид лъчеперка от семейство Polypteridae. Видът не е застрашен от изчезване.

## Разпространение и местообитание
Разпространен е в Ангола, Гвинея, Гвинея-Бисау, Демократична република Конго, Екваториална Гвинея, Кот д'Ивоар, Либерия, Сенегал, Сиера Леоне и Южна Африка.
Обитава крайбрежията на сладководни басейни, заливи и реки в райони с тропически климат.

## Описание
На дължина достигат до 35,3 cm.